# Егилс Левитс
Егилс Левитс (на латвийски: Egils Levits) е латвийски политик, юрист и президент на Латвия от 8 юли 2019 г. до 8 юли 2023 г. Той е член на Европейския съд в периода 2004 – 2019 г.
Той има принос към възобновяване на латвийската независимост през 1990 г. Служи като министър на правосъдието на страна в периода 1993 – 1994 г. На следващата година е назначен за съдия в Европейския съд по правата на човека, където остава до 2004. Публикува книга с мемоарите си през 2019 г.

## Ранен живот
Левитс е роден в Рига, тогава в границите на Съветския съюз. Той е син на латвийски евреин и балтийска немкиня. През 1972 г. семейството е изгонено от Съветския съюз за дисидентска дейност и се установява в Западна Германия. Там остават до 1990 г., когато Латвия отново става независима страна.
Левитс споделя в интервюта, че въпреки еврейското си потекло, той се самоопределя преди всичко като латвиец.

## Юридическа кариера
През 1995 г. Левитс е избран за представител на Латвия в Европейския съд по правата на човека. От 2004 г. служи и като латвийски представител в Европейския съд, където мандатът му ще изтиче през 2024 г.

## Политическа кариера
Левитс участва на латвийската политическа сцена още от края на 1980-те години. Той е член на организацията Народен фронт на Латвия, както и на Латвийския граждански конгрес. По-късно се присъединява към политическия клуб „Клубс 21“, а през 1993 г. е избран за депутат от партията Латвийски път в петия Сейм. Към 2016 г. той е сред най-високоплатените държавници в Европейския съюз. През 2018 г. е обявен за „европейски мъж на годината“ в Латвия. Служил е и като посланик на Латвия в Австрия, Швейцария и Унгария.
Той е съавтор на преамбюла на конституцията на Латвия и е служил като ръководител на Комисията по конституционното право.

### Президентски кампании
Левитс се кандидатира за президент през 2011 г. и отново през 2015 г., но остава на второ място след министъра на отбраната Раймондс Вейонис през 2015 г. на 15 април 2019 г. партиите на управляващата коалиция обявяват, че ще подкрепят президентската кампания на Левитс на изборите през същата година. Латвийският парламент го избира за президент на 29 май 2019 г.

### Президентство
Левитс встъпва в длъжност в Сейма на 8 юли 2019 г. По време на встъпителната си реч отбелязва, че „не съществува идеална държавата, тъй като това би означавало застой на прогреса“. След церемонията посещава Паметника на свободата в Рига, полага цветя на гроба на Янис Чаксте и получава ключове за Рижкия замък от вече бившия президент Раймондс Вейонис. На 10 юли прави първата си държавна визита в Талин, Естония, където се среща с президента Керсти Калюлайд и министър-председателя Юрий Ратас.
Егилс Левитс има консервативни виждания относно проблемите, касаещи латвийската политика. Той е скептичен относно гласуването на големи промени по финансовата система, считайки Латвия за една от най-силните икономики в Европа. По въпроса за руския език, той предприема множество инициативи за премахване на употребата му от Латвия, включително забраняването на частните университети да преподават на езици, различни от латвийски или английски. Левитс настоява, че руснаците (дори тези родени в Латвия) следва първо да преминат изпит по латвийска грамотност, преди да получат латвийско гражданство. Той твърди, че „руският език е окова от най-тъмните дни в латвийската история“. Левитс не е член на политическа партия и е изразил желанието си да остане независим.